# Microstylum helenae
Microstylum helenae är en tvåvingeart som beskrevs av Mario Bezzi 1914. Microstylum helenae ingår i släktet Microstylum och familjen rovflugor. Inga underarter finns listade i Catalogue of Life.